# Ladislav Hanus
Ladislav Hanus (Liptószentmiklós, 1907. február 26. – Rózsahegy, 1994. március 7.) szlovák katolikus filozófus, a neotomizmus képviselője, teológiatanár Szepeshelyen. Hitéért Csehszlovákiában börtönbüntetést szenvedett.

## Művei
- Rozprava o kultúrnosti, 1943
- Rozprava o kultúrnosti, 1991